# Matthias Kress
Matthias Kress (* 1969 in Stuttgart; auch: Matthias Kreß) ist ein deutscher Schauspieler und Filmproduzent.

## Leben
Matthias Kress ist seit seiner Schauspielausbildung am Bühnenstudio der darstellenden Künste in Hamburg an internationalen Theatern und Filmproduktionen beteiligt. In den Jahren 2002, 2006 erweiterte er seine Ausbildung in Paris und den USA. Schon vor dem Beginn seines Schauspielstudiums in Hamburg war er mit freien Produktionen in Süddeutschland auf Tournee und auf Stuttgarter Bühnen präsent gewesen. Von 1995 bis 1998 war er Ensemblemitglied der Compagnie de Comédie in Rostock.
Im Jahr 2004 besetzte er die Hauptrolle in Faust II unter der Regie von Manfred Gorr am Hessischen Landestheater Marburg. Es folgten 2005 Engagements am Theater im Zimmer in Hamburg und am Alten Schauspielhaus in Stuttgart. Von 2007 bis 2009 spielte er die Co-Hauptrolle in Oscar Wildes Das Bildnis des Dorian Gray am Theater Baden-Baden unter der Regie von Maria Elena Hackbarth.
Im Fernsehen gehörte Kress zu den Stammgästen in der WDR-Produktion Stratmanns als „Egon Häberle“. Von 1999 bis 2002 war er in 81 Folgen der Fernsehserie Alphateam – Die Lebensretter im OP zu sehen.
Neben Engagements im englischen und französischen Film war Kress auch Co-Produzent des Dokumentarfilms Back to the Fatherland.

## Filmografie (Auswahl)
- 1995: Faust (ZDF – Fernsehfilm, Regie: Michael Mackenroth)
- 1998: Sardsch (SAT1 – Fernsehfilm, Regie: Axel de Roche)
- 1999: Schwiegermutter (ZDF – Fernsehfilm, Regie: Dagmar Hirtz)
- 1999 – 2002: Alphateam – Die Lebensretter im OP (SAT1 – Fernsehserie, 81 Folgen)
- 2000: Die Rettungsflieger (ZDF – Fernsehserie, Regie: Thomas Jacob)
- 2001 – 2016: Stratmanns,  (WDR, Regie: Klaus Keller),
- 2001: Forsthaus Falkenau, (ZDF – Fernsehserie, Regie: Gunter Krää)
- 2002: Einmal Bulle, immer Bulle, (ZDF – Krimiserie, Regie: Christine Kabisch)
- 2007: Mein alter Freund Fritz, (Regie: Dieter Wedel)
- 2011: Heiter bis Tödlich auf der Schwäbischen Alb, (ARD, SWR – Fernsehserie, Regie: Christine Kabisch)

## Kino (Auswahl)
- 2000: Vaya con Dios, Regie: Zoltan Spirandelli
- 2003: The Search, Regie: Karl Rohr
- 2005: Eric & Paul, Regie: Gregor Mönter
- 2009: Sara´s Key, Regie: Gilles Paquet-Brenner
- 2011: With a Bullet, Regie: Jordan Beswick
- 2024: What a Feeling, Regie: Katharina Rohrer

## Co-Produktionen
- 2006 – 2011: Gegen Morgen,[5] Rot Film, Regie: Joachim Schoenfeld
- 2014 – 2020: Back to the Fatherland, GreenCat production, Regie: Kat Rohrer & Gil Levanon

## Theater (Auswahl)
- 1995 – 1998: Ensemblemitglied Compagnie de Comédie in Rostock
- 1999: Faust, Compagnie de Comédie in Rostock, Regie: Gabriele Gysi
- 2004: Faust II, Hessisches Landestheater Marburg, Regie: Manfred Gorr
- 2005 – 2007: INVOCATION[6], L`atelier du Plateau Paris, Regie: Rolf Kasteleiner
- 2007 – 2009: Das Bildnis des Dorian Gray, Theater Baden-Baden, Regie: Maria Elena Hackbarth
- 2009: In Paradisum 0,9, Teatro Alfil Madrid, Regie: Oliver Guerit